# 옥계초등학교 (강원)
옥계초등학교는 대한민국 강원특별자치도 강릉시에 있는 공립 초등학교이다.

## 학교 연혁
- 1920.09.01 옥계보통공립학교로 개교
- 1933.06.01 부설 남양간이학교(남양분교장) 개교
- 1940.03.02 제19회 입학식 거행 (입학생:109명) 23학급
- 1941.04.01 옥계국민학교로 개칭
- 1996.03.01 옥계초등학교로 개칭
- 2007.02.15 제86회 졸업식 거행
- 2008.02.15 제87회 졸업식 거행
- 2009.02.13 제88회 졸업식 거행
- 2010.02.11 제89회 졸업식 거행
- 2011.02.11 제90회 졸업식 거행
- 2014.09.01 제38대 최규영 교장선생님 부임
- 2015.02.13 제94회 졸업식 거행(누계 8,226명)

## 참고 자료
- 옥계초등학교 - 한국교육학술정보원 학교알리미